# Fred Halsted
Fred Charles Halsted (* 20. Juli 1941 in Long Beach, Kalifornien; † 9. Mai 1989 in Dana Point, Kalifornien) war ein amerikanischer Pornodarsteller und Regisseur.
Als Produzent, Regisseur und Darsteller wurde er zum Star der schwulen Pornoszene. Aufgrund seiner experimentellen und verstörenden Filme nahm Halsted in der Pornoindustrie eine Ausnahmestellung ein und wurde von Künstlern wie William S. Burroughs und Salvador Dalí verehrt. The Sex Garage, L.A. Plays Itself und Sextool befinden sich in der Filmsammlung des Museum of Modern Art. Sie wurden dort im Jahr 2013 restauriert und waren danach zuerst in der der ungeschnittenen Fassung zu sehen. In der vollständigen Version von L.A. Plays Itself ist zudem die erste Fisting-Szene in einem Pornofilm zu sehen. Halsted nahm sich 1989 im Alter von 47 Jahren das Leben.

## Filmografie (Auswahl)
- 1972: The Sex Garage
- 1972: L.A. Plays Itself
- 1973: Truck It
- 1975: Sextool
- 1978: Mustang
- 1978. Centurian
- 1982: A Night at Halsted’s